# Sirrajärvi
Sirrajärvi är en sjö i Kiruna kommun i Lappland och ingår i Torneälvens huvudavrinningsområde. Sjön har en area på 0,154 kvadratkilometer och ligger 355,9 meter över havet.

## Delavrinningsområde
Sirrajärvi ingår i det delavrinningsområde (761105-176953) som SMHI kallar för Ovan VDRID = Jietajoki i Muonioälvens vattendrags*. Medelhöjden är 341 meter över havet och ytan är 37,42 kvadratkilometer. Räknas de 165 avrinningsområdena uppströms in blir den ackumulerade arean 5 365,98 kvadratkilometer. Muonioälven (Njärrejåkkå) som avvattnar avrinningsområdet har biflödesordning 2, vilket innebär att vattnet flödar genom totalt 2 vattendrag innan det når havet efter 420 kilometer. Avrinningsområdet består mestadels av skog (68 procent) och sankmarker (26 procent). Avrinningsområdet har 1,93 kvadratkilometer vattenytor vilket ger det en sjöprocent på 5,1 procent.